# Ulrike Höroldt
Ulrike Höroldt (* 12. Juli 1961 in Bonn) ist eine deutsche Historikerin und Archivarin.
Ulrike Höroldt studierte Germanistik und Geschichte an den Universitäten Bonn und München und wurde 1991 in Bonn in mittelalterlicher Geschichte promoviert (Dissertation: Studien zur politischen Stellung des Kölner Domkapitels zwischen Erzbischof, Stadt Köln und Territorialgewalten 1198–1332. Untersuchungen und Personallisten). Danach absolvierte sie ein Referendariat als Archivarin in Baden-Württemberg und war ab 1995 Archivarin am Landesarchiv Oranienbaum. 2001 wurde sie Leiterin des Stadtarchivs Braunschweig und ab 2002 war sie Leiterin des Landesarchivs Sachsen-Anhalt. 2017 übernahm sie die Leitung des Geheimen Staatsarchivs Preußischer Kulturbesitz als Nachfolgerin von Jürgen Kloosterhuis.
2011 wurde sie Honorarprofessorin für Historische Hilfswissenschaften an der Martin-Luther-Universität Halle-Wittenberg.
Sie ist Mitglied der Konferenz der Leiterinnen und Leiter der Archivverwaltung des Bundes und der Länder und im Förderbeirat des Deutschen Zentrums Kulturgutverluste. Sie ist zudem Mitglied (und war zeitweise Vorsitzende) der Historischen Kommission für Sachsen-Anhalt sowie Vorsitzende der Historischen Kommission zu Berlin e. V. und stellvertretende Vorsitzende der Preußischen Historischen Kommission.

## Schriften (Auswahl)
- Studien zur politischen Stellung des Kölner Domkapitels zwischen Erzbischof, Stadt Köln und Territorialgewalten 1198–1332. Untersuchungen und Personallisten. Siegburg 1994 (Zugleich: Phil. Diss. Bonn 1991).
- Hrsg. mit Sven Pabstmann: 1815: Europäische Friedensordnung – Mitteldeutsche Neuordnung. Die Neuordnung auf dem Wiener Kongress und ihre Folgen für den mitteldeutschen Raum. Halle 2017.